# Chronologie de la France sous la monarchie de Juillet

La liberté guidant le peuple, par Eugène Delacroix (1830)

L'article chronologie de la France sous la monarchie de Juillet (1830-1848) liste chronologiquement les événements principaux qui sont survenus en France sous la monarchie de Juillet, c'est-à-dire de 1830 à 1848.
Pour un article plus général, voir Chronologie de la France.

## 1830
- 14 juin : La flotte française accoste près de la presqu’île de Sidi-Ferruch, 25 km à l’ouest d’Alger.
- 5 juillet : Prise d'Alger par l'armée française, commandée par le comte de Bourmont, c'est le début de la conquête de l'Algérie par la France (1830-1847).
- 25 juillet : Le roi utilise l'article 14 de la Charte et signe les ordonnances de Saint-Cloud qui restreignent la liberté de la presse, modifient la loi électorale (modification du cens, la patente étant exclue des impôts considérés comme valables), dissolvent la chambre des députés et convoquent les collèges électoraux pour le mois de septembre, et procèdent à des nominations de conseillers d'État.
- 25 juillet : Protestation rédigée par quarante-quatre journalistes, dont Thiers.
- 26 juillet : Publication dans Le Moniteur des quatre ordonnances de Charles X.
- 27-29 juillet : Révolution de juillet ou les Trois Glorieuses (en référence aux journées d'émeutes des 27, 28, 29 juillet).
  - 27 juillet : À la suite de la saisie des presses de quatre journaux (Le National, Le Temps, Le Globe, Le Journal du Commerce) qui ont paru sans autorisation du gouvernement, la résistance des ouvriers typographes déclenche l'insurrection parisienne contre les ordonnances. Celle-ci est en outre électrisée par la nomination du maréchal Marmont, duc de Raguse, comme commandant militaire de Paris. La Révolution est le fait de l'élite du monde du travail et d'une bourgeoisie instruite (typographe, étudiants, gardes nationaux), dont beaucoup sont membres de sociétés secrètes comme la Carbonari ou l'Association de Janvier[réf. nécessaire].
  - 28 juillet : Marmont écrit à Charles X qui se trouve au château de Saint-Cloud : « Ce n'est plus une émeute, c'est une révolution. » Charles X signe une ordonnance mettant Paris en état de siège. Les insurgés parviennent à s'emparer de l'hôtel de ville pendant que les ministres apeurés se réfugient au palais des Tuileries sous la protection de Marmont. La défense du régime échoue : manque d'effectifs, mauvaise coordination et manque d'approvisionnement des troupes. Les combats font 800 morts et 4500 blessés du côté des insurgés, 200 morts et 800 blessés de celui de l'armée.
  - 29 juillet : À la suite de la défection de deux régiments qui passent aux insurgés, les troupes de Marmont doivent évacuer Paris et s'installer dans le bois de Boulogne. La Fayette est nommé commandant de la garde nationale (dissoute en 1827). Une commission municipale provisoire, composée de Casimir Perier, du général Mouton, de Pierre-François Audry de Puyraveau, François Mauguin et Auguste de Schonen, est chargée d'administrer la capitale. Charles X, isolé à Saint-Cloud, remplace trop tard Polignac par le libéral duc de Mortemart.
- 30 juillet : Sous l'impulsion du banquier Jacques Laffitte, d'Adolphe Thiers et du général Sebastiani, les orléanistes passent à l'offensive. Un manifeste invitant à appeler comme roi le duc d'Orléans est publié dans Paris après avoir rallié 47 des 50 députés présents dans la capitale, désireux d'éviter la proclamation de la République ou celle du duc de Reichstadt. À Neuilly-sur-Seine, dans la soirée, une délégation de députés propose la lieutenance générale du royaume à Louis Philippe d'Orléans, qui se rend au Palais-Royal où il passe la nuit.
- 31 juillet : Dans la nuit, Charles X quitte Saint-Cloud pour Trianon. Au matin, Louis Philippe publie une proclamation dans laquelle il déclare accepter la lieutenance générale du royaume et conclut : « La Charte sera désormais une vérité. » Dans l'après-midi, une proclamation concordante de 90 députés répond à celle du duc d'Orléans. À l'hôtel de ville, Louis Philippe rencontre La Fayette qui approuve le nouveau régime, écartant ainsi la menace républicaine. La commission municipale cherche à se transformer en exécutif provisoire et nomme des commissaires aux différents départements ministériels (V. Ministère nommé par la commission municipale de Paris).
- 1er août : Dans la nuit du 31 juillet au 1er août, Charles X arrive au château de Rambouillet. Il signe une ordonnance confiant au duc d'Orléans la lieutenance générale du royaume, que Louis-Philippe refusera de recevoir, l‘ayant déjà acceptée des députés. Louis Philippe désigne des commissaires provisoires aux différents départements ministériels, en reprenant à peu de chose près les nominations faites par la commission municipale et remplace Bavoux par Girod de l'Ain à la préfecture de police. Une ordonnance rétablit officiellement la cocarde tricolore. Une autre ordonnance convoque les chambres pour le 3 août.
- 2 août : À Rambouillet, dans l'après-midi, Charles X abdique et son fils, le dauphin, contresigne cette abdication en faveur du jeune duc de Bordeaux, fils posthume du duc de Berry. Un message est adressé à Louis-Philippe pour l'inviter à faire proclamer l'avènement d'« Henri V ». Louis-Philippe décide d'envoyer l'acte d'abdication aux Chambres afin qu'elles se prononcent, ce qui revient à le priver d'effet. Il envoie à Rambouillet quatre commissaires - Odilon Barrot, le maréchal Maison, de Schonen et le duc de Coigny - chargés de négocier les conditions du départ de Charles X et de sa famille vers l'exil.
- 2-5 août : Séries de nominations au gouvernement, dans la haute administration, dans l'armée et dans la magistrature.
- 3 août :
  - Sur ordre de Louis-Philippe, une troupe de 10 à 20 000 hommes de la Garde nationale, commandée par le général Pajol et le colonel Jacqueminot, marche sur Rambouillet pour contraindre Charles X au départ. Ce dernier se met en route vers Cherbourg où deux paquebots américains ont été dépêchés pour le prendre en charge.
  - Louis-Philippe accorde, sur sa cassette personnelle, une pension de 1 500 francs à l'auteur de La Marseillaise, Rouget de Lisle ; il accorde des sous-lieutenances à tous les élèves de l'École Polytechnique qui ont pris part aux Trois Glorieuses et des décorations aux étudiants des facultés de droit et de médecine qui se sont distingués pendant l'insurrection ; de manière plus polémique, il nomme le baron Pasquier à la présidence de la Chambre des pairs, accorde au duc de Chartres le droit de siéger à la Chambre des pairs et confère au duc de Nemours la grand-croix de la Légion d'honneur. Une ordonnance prescrit de rendre la justice au nom de « Louis-Philippe d'Orléans, duc d'Orléans, lieutenant général du royaume ».
  - À une heure de l'après-midi, Louis-Philippe préside à l'ouverture de la session des Chambres au Palais Bourbon, accompagné de son deuxième fils, le duc de Nemours. Dans son discours, il jure de maintenir la Charte tout en annonçant les principes d'un certain nombre de réformes à conduire (organisation de la Garde nationale, application du principe du jugement par jury aux délits de presse, formation des administrations départementales et municipales, interprétation de l'article 14 de la Charte, fondement des ordonnances du 26 juillet), et communique l'abdication de Charles X, contresignée par le dauphin.
  - Dans la soirée, plusieurs députés mécontents se retrouvent chez Jacques Laffitte et décident d'en finir avec les Bourbons de la branche aînée en établissant clairement une nouvelle dynastie. Une proclamation est rédigée par Louis Bérard qui propose de conférer la couronne au duc d'Orléans à la condition qu'il entreprenne une révision de la Charte fondée sur les principes mentionnés dans son discours d'ouverture de la session parlementaire, complétés par plusieurs autres : responsabilité des ministres et des agents secondaires de l'administration, statut légal des militaires, réélection des députés promus à des fonctions publiques, égalité des cultes devant la loi, interdiction des troupes étrangères dans l'armée nationale, abolition de la noblesse, initiative des lois accordée aux Chambres, suppression du double vote, abaissement de l'âge et du cens électoral, reconstitution totale de la pairie.
- 4 août : Lors d'un conseil des ministres qui examine la proposition de Bérard, Louis-Philippe charge le duc de Broglie et Guizot de préparer une révision de la Charte.
- 5 août : Casimir Perier est proposé par la Chambre des députés comme président (174 voix contre 160 à Laffitte) et ce choix est ratifié par Louis-Philippe.
- 6 août : 
  - Guizot communique à Bérard le projet de révision de la Charte qu'il a élaboré avec le duc de Broglie et reçoit de Boinvilliers le projet concurrent élaboré par les républicains (constitution républicaine sous forme de monarchie, déclaration des droits, ratification de la Constitution par le peuple, dissolution de la Chambre des députés, reconquête par la guerre de la frontière naturelle du Rhin).
  - Dans la matinée, la Chambre des députés engage la discussion sur le projet de Bérard, tandis que les manifestants républicains cernent le Palais Bourbon. Le débat se focalise autour de la question de l'hérédité de la pairie.
  - Une ordonnance décide que le coq gaulois remplacera la fleur de lys sur la hampe des drapeaux.
- 7 août :
  - Lors du conseil des ministres réuni le matin au Palais-Royal, Louis-Philippe écarte l'emploi de la force publique en cas d'émeute provoquée par la question de l'hérédité de la pairie.
  - Par 219 voix contre 33 (sur 430 députés), la Chambre des députés adopte pour l'essentiel le projet de Bérard. Invoquant le départ de Charles X et de sa famille et la violation de la Charte, les députés déclarent le trône vacant de fait et de droit et appellent Louis-Philippe d‘Orléans au trône comme « roi des Français » (et non plus comme « roi de France ») en contrepartie de l‘engagement par celui-ci de respecter la Charte, qui est modifiée sur plusieurs points : suppression du préambule, de l'article 6 (qui déclarait le catholicisme religion État), abolition de la censure, modification de l'article 14 sur les ordonnances royales, désormais cantonnées à l'exécution des lois, initiative des lois accordée aux deux Chambres, publicité des débats de la Chambre des pairs, élection des députés pour 5 ans, abaissement de l'âge d'éligibilité de 40 à 30 ans et de l'âge de l'électorat de 30 à 25 ans, élection des présidents des collèges électoraux par les électeurs et du président de la Chambre des députés par les députés, extension des possibilités de mise en accusation des ministres, abolition des tribunaux d'exception, serment de fidélité à la Charte prêté par le roi devant les Chambres, rétablissement de la cocarde tricolore, annulation des nominations de pairs faites par Charles X. L'article 27 sur l'hérédité de la pairie est renvoyé à un nouvel examen lors de la session de 1831. Enfin, la Chambre demande de pourvoir par des lois à un certain nombre de points : jury pour les délits de presse et les délits politiques, responsabilité des ministres et des fonctionnaires, réélection des députés promus à des fonctions publiques salariées, vote annulé du contingent de l'armée, organisation de la Garde nationale, institutions départementales et municipales fondées sur l'élection, instruction publique et liberté de l'enseignement, fixation des conditions d'exercice du droit de vote et d'éligibilité.
  - Dans la soirée, les députés se rendent en corps au Palais-Royal où Louis-Philippe proclame son adhésion à leur déclaration qu'il affirme « conforme aux principes politiques [qu‘il a] professés toute [sa] vie ». Il paraît au balcon avec sa famille et reçoit les acclamations de la foule.
  - Au Palais du Luxembourg, la Chambre des pairs adopte sans enthousiasme la déclaration des députés, par 89 voix sur 114 présents.
  - Louis-Philippe signe un acte de donation-partage qui répartit ses biens personnels entre ses enfants en s'en réservant l'usufruit, afin d'éviter que ceux-ci ne soient incorporés au domaine de la Couronne lors de son avènement.
- 8 août : Sur les instances de La Fayette, et contre son premier mouvement, Louis-Philippe décide de régner sous le nom de Louis-Philippe Ier (et non de Philippe VII). Les formules « Par la grâce de Dieu… », « l'an de grâce… » et « sujets » sont abandonnées. Les ministres perdent les titres de « Monseigneur » et d'« Excellence ». Le fils aîné du roi est titré « prince royal », les filles et la sœur du roi sont titrées « princesses d'Orléans » (et non « filles de France ») et il est décidé que le sceau officiel de État portera les armes de la maison d'Orléans (de France au lambel d'argent), ce qui n'avait jamais été le cas par le passé lors de l'accession au trône d'un cadet (celui-ci prenant alors les pleines armes de France), manière de marquer le changement de dynastie et la solution de continuité entre le nouveau régime et celui qui l'a précédé.
- 9 août : Instauration de la monarchie de Juillet au Palais Bourbon. Constatant la vacance du trône (V. hésitation de 1830), les Chambres proclament Louis-Philippe Ier « roi des Français » (et non plus roi de France).
- 11 août : Constitution du premier ministère du règne de Louis-Philippe Ier : Molé devient ministre des Affaires étrangères, le général Sébastiani, ministre de la Marine, le duc de Broglie, ministre de l'Instruction publique et des Cultes tandis que sont nommés quatre ministres sans portefeuille : Jacques Laffitte, Casimir Perier, André Dupin et Bignon.
- 15 août : L'église Sainte-Geneviève de Paris est retirée au culte et rendue à sa destination de temple des grands hommes, fixée par la Révolution, sous le nom de Panthéon.
- 16 août : 
  - Charles X et sa famille s'embarquent à Cherbourg pour l'Angleterre.
  - La Fayette est nommé commandant général des Gardes nationales du royaume.
- 17 août : Le général-comte Gérard est élevé à la dignité de maréchal de France.
- 19 août : Louis-Philippe Ier écrit aux monarques de l'Europe pour leur notifier le début de son règne.
- 27 août : mort du prince de Condé, retrouvé pendu à l'espagnolette de sa chambre au château de Saint-Leu. Son légataire universel est le duc d'Aumale, cinquième fils du roi.
- 29 août : Louis-Philippe passe en revue la Garde nationale.
- 31 août :
  - Lord Stuart of Rothesay, ambassadeur d'Angleterre à Paris, remet ses lettres de créance à Louis-Philippe.
  - Loi du 31 août 1830 sur la prestation de serment au nouveau régime
- 3 septembre : Talleyrand est nommé ambassadeur à Londres.
- 5 septembre : l'empereur d'Autriche François Ier reconnaît la monarchie de Juillet.
- 12 septembre : loi concernant la réélection des députés nommés à des fonctions publiques.
- 25 septembre : à la Chambre des députés, le Gouvernement est interpellé sur l'agitation entretenue par les clubs républicains, notamment la Société des Amis du peuple, tandis qu'une cohorte d‘habitants de la commune de Montmartre[1] envahit la salle des réunions de cette société et en disperse de force les membres.
- 27 septembre : la Chambre des députés vote à une forte majorité la mise en accusation des ministres de Charles X responsables des ordonnances du 26 juillet.
- 30 septembre : suppression des 8 000 demi-bourses de 150 francs qui avaient été accordées aux écoles secondaires catholiques.
- 8 octobre : 
  - Loi mettant en œuvre le principe du jugement par jury pour les délits de presse.
  - La Chambre des députés vote, par 225 voix sur 246 votants, une adresse au roi l'invitant à présenter un projet de loi abolissant la peine de mort, au moins pour les délits politiques.
- 11 octobre : 
  - Une ordonnance décide que des récompenses seront accordées à tous les blessés de la révolution de Juillet, que des pensions seront allouées aux parents, veuves et enfants des victimes. Une médaille commémorative est créée pour les participants aux Trois Glorieuses.
  - Abrogation de la loi de 1825 dite « du sacrilège », punissant de mort les profanateurs d'hosties consacrées.
- 13 octobre : 
  - L'ambassadeur d'Espagne à Paris remet ses lettres de créance à Louis-Philippe.
  - Suppression des indemnités versées aux prêtres auxiliaires.
- 17-18 octobre : Émeute républicaine à Paris : les manifestants envahissent le Palais-Royal puis marchent sur Vincennes pour lyncher les ministres de Charles X qui y sont détenus, mais que le général Daumesnil refuse de leur livrer. L'émeute sert de détonateur à la crise ministérielle.
- 21 octobre : Suppression des traitements des quatre cardinaux résidentiels.
- 24 octobre : Le comte Apponyi, ambassadeur d'Autriche à Paris, remet ses lettres de créance à Louis-Philippe.
- 2 novembre : Gouvernement de Jacques Laffitte : Jacques Laffitte, chef des libéraux du « mouvement », est nommé président du Conseil en cumulant cette fonction avec le ministère des Finances. Adolphe Thiers est nommé secrétaire État aux Finances. Le maréchal Maison est ministre des Affaires étrangères en remplacement de Molé. Le comte de Montalivet est ministre de l'Intérieur en remplacement de Guizot. Joseph Mérilhou devient ministre de l'Instruction publique et des Cultes.
- 17 novembre : À l'occasion d'un remaniement ministériel, le général-comte Sébastiani de la Porta devient ministre des Affaires étrangères en remplacement du maréchal Maison, nommé ambassadeur à Vienne, tandis que le comte d'Argout le remplace à la Marine. Le maréchal Soult remplace le maréchal Gérard, jugé trop belliqueux dans les affaires belges, au ministère de la Guerre.
- 15 décembre : Début du procès des ministres de Charles X devant la Chambre des pairs au Palais du Luxembourg, tandis que l'émeute gronde autour du palais.
- 21 décembre : La Chambre des pairs condamne les ministres de Charles X à la réclusion à perpétuité, assortie de la mort civile pour le prince de Polignac.
- 25 décembre : La Fayette démissionne de sa fonction de commandant général des Gardes nationales, que la Chambre des députés, à l'occasion du débat sur l'organisation de la Garde nationale, contraire à la Charte.
- 26 décembre : 
  - La gauche suscite un incident à propos du retrait de La Fayette : Dupont de l'Eure démissionne de ses fonctions de garde des sceaux et il est remplacé par Joseph Mérilhou, lui-même remplacé par Félix Barthe.
  - Le général Mouton, comte de Lobau, est nommé commandant de la Garde nationale de Paris.

## 1831
- Février : Louis-Philippe refuse pour son fils, le duc de Nemours, la couronne de Belgique.
- 14-15 février : Émeutes à Paris à la suite d'un service funèbre organisé par les légitimistes à Saint-Germain-l'Auxerrois pour l'anniversaire de l'assassinat du duc de Berry. L'église est envahie et mise à sac par les républicains. Le lendemain, l'émeute saccage l'archevêché et de nombreuses églises à Paris et en province.
- 16 février : Une ordonnance supprime les fleurs de lys sur le sceau de État qui porte désormais un livre ouvert avec les mots Charte de 1830.
- 2 mars : Émeutes républicaines à Paris.
- 8 mars : Démission du ministre de la Justice, Joseph Mérilhou, qui estime le Gouvernement insuffisamment favorable au mouvement.
- 9 mars : Loi créant la légion étrangère (première loi du train de réformes engagées par le maréchal Soult dans l'organisation de l'armée).
- 10 mars : Émeute républicaine à Paris.
- 13 mars : Départ de Jacques Laffitte et gouvernement Casimir Perier (parti de la résistance).
- 18 mars : Casimir Perier demande à la Chambre des députés de voter quatre douzièmes provisoires en attendant l'adoption régulière du budget, en présentant ce vote comme un vote de confiance au nouveau gouvernement.
- 21 mars : Loi sur les conseils municipaux.
- 22 mars : Loi sur l'organisation de la Garde nationale.
- 8 avril : Le vote de la Chambre des députés sur les douzièmes provisoires montre une large confiance à l'égard du gouvernement : 227 voix pour contre 32 contre.
- 10 avril : Loi renforçant les mesures contre les attroupements.
- 15-16 avril : À Paris, les manifestations organisées à l'occasion du procès devant la cour d'assises de quelques meneurs républicains dont Godefroy Cavaignac, Guinard, Audry fils, sont vigoureusement dispersées par la Garde nationale associée à l'armée.
- 19 avril : Loi électorale qui abaisse le cens électoral à 200 francs de contributions directes et le cens d'éligibilité à 500 francs.
- 2e quinzaine de mai : Voyage de Louis-Philippe en Normandie et en Picardie. Le roi est de retour à Saint-Cloud le 28.
- Fin mai : Accord entre la France et les États-Unis concernant l'indemnisation des dommages causés par les corsaires français pendant les guerres napoléoniennes.
- 31 mai : Ordonnance prononçant la dissolution de la Chambre des députés et fixant les élections au 5 juillet et la réunion des Chambres au 9 août.
- 6 juin - 1er juillet : Voyage officiel de Louis-Philippe dans l'Est de la France : Meaux, Château-Thierry, Chalons, Valmy, Verdun, Metz, Nancy, Lunéville, Strasbourg, Colmar, Mulhouse, Besançon, Troyes.
- 14-16 juin : Émeutes à Paris, réprimées par la Garde nationale et les unités de ligne.
- 23 juin : Ordonnance avançant au 23 juillet l'ouverture de la session parlementaire.
- 5 juillet : Les élections législatives ne répondent pas aux espoirs de Louis-Philippe et Casimir Perier. Près de la moitié des députés sont de nouveaux élus.
- 8-14 juillet : Expédition victorieuse de l'amiral Roussin au Portugal : Devant le refus de Michel Ier de Portugal de reconnaître la monarchie de Juillet, la Sainte-Alliance autorise la France à intervenir militairement. La flotte française bombarde Lisbonne le 11 juillet.
- 23 juillet : Séance solennelle d'ouverture de la session parlementaire.
- 1er août : Girod de l'Ain élu président de la Chambre des députés au second tour de scrutin.
- 2-12 août : Une contre-offensive française, commandée par le maréchal Gérard, contraint l'armée néerlandaise qui a envahi la Belgique après en avoir été chassée par la révolution belge, à se retrancher dans la forteresse d'Anvers avant, finalement, de se rendre.
- 27 août : Casimir Perier présente à la Chambre des députés un projet de loi abolissant l'hérédité de la pairie.
- 16-19 septembre : Louis-Philippe refuse de soutenir les insurgés polonais contre la Russie (1830-1831) : Manifestations à Paris en faveur de la Pologne. Devant la Chambre des députés, Sébastiani déclare : « aux dernières nouvelles, la tranquillité règne à Varsovie » (résumé dans la formule célèbre : « L'ordre règne à Varsovie »).
- 21 septembre : Louis-Philippe renonce à habiter au Palais-Royal et s'installe aux Tuileries.
- 10-18 octobre : La Chambre des députés adopte le projet de loi abolissant l'hérédité de la pairie.
- 19 novembre : Nomination d'une fournée de 36 pairs viagers parmi lesquels les généraux Drouot, Drouet d'Erlon, Matthieu Dumas, Exelmans, Flahaut, Pajol, Ségur, l'amiral Jacob, Maret, duc de Bassano, Alexandre de La Rochefoucauld, Taillepied de Bondy, le prince de la Moskova.
- 21 novembre-9 décembre : Révolte des Canuts à Lyon :
  - 23 novembre : Le général Roguet, commandant la garnison de Lyon, fait évacuer la ville par la troupe. Le maire de Lyon, Prunelle, quitte également la ville.
  - 25 novembre : Communication de Casimir Perier à la Chambre des députés pour annoncer les mesures prises afin de rétablir l'ordre à Lyon. Le maréchal Soult et le duc d'Orléans prennent la tête d'une armée de 20 000 hommes pour reconquérir la ville.
  - 3-9 décembre : Lyon est reprise sans effusion de sang par les troupes royales commandées par le maréchal Soult et le duc d'Orléans.
- 28 décembre : Adoption par la Chambre des pairs du projet de loi abolissant l'hérédité de la pairie.

## 1832
- 4 janvier : La police évente un complot dit « des tours de Notre-Dame ».
- 1er février : La police évente le complot dit « de la rue des Prouvaires » : à l'occasion d'un bal aux Tuileries, les conjurés légitimistes voulaient capturer le roi et la famille royale et proclamer Henri V.
- 7 février : En riposte à l'occupation de Bologne par les Autrichiens à la demande du légat pontifical, la France envoie le vaisseau Suffren et deux frégates transportant 1 100 hommes du 66e de ligne à Ancône, dans les États pontificaux. Les troupes françaises occuperont la ville jusqu'au départ des Autrichiens de Bologne en 1839.
- 2 mars : Loi relative à la liste civile, fixée à 12 millions par an plus un million pour le prince royal, auxquels s'ajoutent les immeubles de la Couronne (le Louvre, les Tuileries, l'Élysée-Bourbon, les domaines de Versailles, Marly, Saint-Cloud, Meudon, Saint-Germain-en-Laye, Compiègne, Fontainebleau et Pau, les manufactures de Sèvres, des Gobelins et de Beauvais, les bois de Boulogne, de Vincennes et de Sénart et tous les biens composant l'apanage d'Orléans) et la dotation mobilière comprenant les pierreries, statues, tableaux et meubles des palais royaux et du Garde-Meuble de la Couronne.
- 12 mars : Le 35e régiment de ligne, qui avait été requis par le préfet pour disperser des manifestants, est contraint de quitter Grenoble sous les huées de la population (« conduite de Grenoble »). En riposte, Casimir Perier dissout la Garde nationale de Grenoble et ramène le 35e de ligne dans la ville où il défile musique en tête.
- 20 mars : Début de l'épidémie de choléra à Paris.
- 21 mars : La loi Soult impose un service militaire de sept années. L'armée est constituée d'appelés incorporés et de conscrits formant la réserve.
- 10 avril : Loi condamnant les membres de la famille de Charles X au bannissement perpétuel. La loi sera ensuite étendue aux Bonaparte.
- 21 avril : Loi supprimant la Loterie royale à compter du 1er janvier 1836.
- 28 avril : 
  - Loi réformant le Code pénal et le Code d'instruction criminelle, l'un des grands textes législatifs de la Monarchie de Juillet : suppression des châtiments corporels, abolition de la peine de mort dans neuf cas, extension importante du domaine d'application des circonstances atténuantes.
  - Débarquement de la duchesse de Berry dans le Midi, près de Marseille, où elle tente de fomenter une insurrection royaliste.
- 16 mai : Casimir Perier meurt du choléra. Louis-Philippe assume lui-même la direction du gouvernement jusqu'en octobre.
- 29 mai - 1er juin : Louis-Philippe reçoit le roi des Belges au château de Compiègne. L'entrevue vise à arrêter les conditions du mariage du roi Léopold avec la princesse Louise d'Orléans, fille aînée de Louis-Philippe.
- 1er juin : Le général Lamarque, figure de l'épopée napoléonienne, puis de l'opposition libérale sous la Restauration et de l'opposition républicaine sous la Monarchie de Juillet, meurt du choléra.
- 2 juin : L'enterrement du mathématicien républicain Évariste Galois, tué lors d'un duel, donne lieu à un grand rassemblement républicain prélude à celui qui marquera les obsèques du général Lamarque, trois jours plus tard.

- 3-4 juin : Tentative de soulèvement de la Vendée par la duchesse de Berry, aisément réprimée par les troupes du général Dermoncourt.
- 5-6-7 juin : Émeutes déclenchées à l'occasion des obsèques du général Lamarque, député républicain. Paris est mis en état de siège. Le Gouvernement reprend facilement la situation en main. 800 morts[réf. nécessaire].
- 22 juillet : Le duc de Reichstadt, fils de Napoléon, meurt à Vienne (Autriche) des suites de tuberculose.
- 9 août : Mariage, au château de Compiègne, du roi des Belges Léopold Ier et de la princesse Louise d'Orléans.
- 11 octobre : Premier gouvernement du maréchal Soult : Le maréchal Soult, duc de Dalmatie, président du Conseil et ministre de la Guerre (fin en 1834). Avec Guizot, les « doctrinaires », favorables à la monarchie constitutionnelle mais hostiles à l'extension du suffrage, sont appelés au gouvernement. Guizot, ministre de l'Instruction publique (fin en 1837), organise l'enseignement en favorisant l'ouverture d'écoles primaires dans les communes. Le duc de Broglie, ministre des Affaires étrangères (fin en 1834). Thiers, ministre de l'Intérieur. Les Finances sont confiées à Georges Humann, riche banquier alsacien.  Dupin aîné, président de la Chambre des députés (1832-1837).
- 7 novembre : La duchesse de Berry est arrêtée à Nantes et internée dans la citadelle de Blaye sous la garde du général Bugeaud.
- 19 novembre : 
  - Avec l'accord de l'Angleterre, la France envoie une armée de 70 000 hommes, commandée par le maréchal Gérard, en Belgique afin de contraindre les Pays-Bas à exécuter le traité du 15 novembre 1831.
  - Ouverture de la session parlementaire.
  - Alors que Louis-Philippe se rend au Palais Bourbon, il essuie un coup de feu tiré par un étudiant en droit, Bergeron, républicain exalté. Celui-ci sera acquitté le 18 mars 1833.
- 23 décembre : Capitulation de la citadelle d'Anvers, que la France remet aux Belges.
- L'encyclique Mirari vos, du pape Grégoire XVI, condamne le journal l'Avenir et ses positions libérales.

## 1833
- Janvier : Voyage officiel de Louis-Philippe Ier dans le Nord de la France à Compiègne, Saint-Quentin, Maubeuge, Valenciennes, Lille, Douai, Arras et Péronne.
- 23 mars : Le général Sébastiani entre au gouvernement comme ministre sans portefeuille pour superviser plus particulièrement les affaires d'Orient.
- 24 avril : Loi relative au statut des anciennes colonies de la Martinique, de la Guadeloupe, de l'île Bourbon et de la Guyane.
- 25 avril : Clôture de la session parlementaire de 1832.
- 26 avril : 
  - Loi relative à la concession d'un embranchement sur la ligne de chemin de fer d'Andrézieux à Roanne : pour la première fois, l'État porte à 99 ans la durée de la concession et plafonne les tarifs du concessionnaire.
  - Ouverture de la session parlementaire de 1833.
- Mai : Grève des quatre sous dans les mines de charbon d'Anzin.
- 10 mai : À la forteresse de Blaye où elle est incarcérée, la duchesse de Berry accouche d'une fille qu'elle déclare née de son second mari, le comte Hector Lucchesi-Palli.
- 8 juin : La duchesse de Berry est embarquée sur l'Agathe pour être transportée de Blaye à Palerme.
- 21 juin : La statue de Napoléon est replacée sur la colonne de la place Vendôme.
- 22 juin : Loi sur les conseils généraux de département et conseils d'arrondissement
- 26 juin : Clôture de la session parlementaire de 1833.
- 27 juin : Loi ouvrant un crédit de 93 millions pour l'achèvement de certains monuments parisiens (17 millions : Palais Bourbon, Arc de triomphe de l'Étoile, Église de la Madeleine, le Panthéon, le Muséum, l'École royale des Beaux-Arts), pour la construction de canaux (44 millions), l'achèvement de routes royales (17 millions), la construction de routes stratégiques dans l'Ouest (12 millions). À Paris, Rambuteau, préfet de la Seine (1833-1848), va réaliser de nombreux travaux d'embellissement et d'assainissement de la capitale : percement de la rue qui porte son nom, achèvement de l'arc de triomphe, éclairage au gaz.
- 28 juin : Loi Guizot sur l'enseignement primaire : création d'un enseignement primaire public (chaque département doit entretenir une école normale d'instituteurs, chaque commune doit entretenir une école primaire, soit en en créant, soit en en subventionnant une), liberté de l'enseignement primaire. « L'instruction primaire comprend nécessairement l'instruction morale et religieuse, la lecture, l'écriture, les éléments de la langue française et du calcul, le système légal des poids et mesures. »
- 7 juillet : Loi sur l'expropriation pour cause d'utilité publique : Loi importante qui simplifie la procédure tout en rassurant les propriétaires en attribuant la fixation des indemnités à un jury de propriétaire. Elle facilitera le développement du chemin de fer et les grands travaux d‘urbanisme du XIXe siècle.
- 24 août : Ordonnance portant règlement sur le service de télégraphie, relative au télégraphe optique, dont le service est attribué au ministère de l‘Intérieur.
- 26 août - 12 septembre : Voyage officiel de Louis-Philippe en Normandie : Évreux, Lisieux, Falaise, Grandville, Saint-Lô, Cherbourg, Bayeux, Caen, Rouen, Louviers, Le Havre.
- 11 novembre : Création de la Société d'encouragement pour l'amélioration des races de chevaux en France.
- 10 décembre : Ordonnance sur les haras.
- 23 décembre : Ouverture de la session parlementaire de 1834.

- Dissolution de la principale association républicaine, la société des droits de l'homme qui n'aboutira qu'à sa transformation en société secrète.

## 1834
- Soulèvements républicains à Lyon et à Paris.
- 13 avril : Répression de la Révolte des Canuts à Lyon
- 20 mai : Le duc de Broglie quitte le gouvernement
- Juillet-novembre : ministère Gérard
- 10-18 novembre : ministère Bassano
- Novembre : ministère Mortier
- [ jour et mois à préciser ] Le ministre de l'Instruction publique François Guizot ( Éducation nationale aujourd'hui ) François Guizot choisit la méthode simultanée comme modèle pour toutes les classes des écoles publiques.             [ document source canopé ]

## 1835
- 26 février : ordonnance de Guizot instituant les inspecteurs de l'école primaire.
- 18 mars : rappel du duc de Broglie, Thiers ministre des Affaires Intérieures, Guizot de l'Instruction Publique
- 28 juillet : attentat de Fieschi -républicain Corse- contre Louis-Philippe.
- Septembre : lois répressives contre l'opposition républicaine.
- Loi sur les chemins de fer

## 1836
- janvier : Un projet de conversion des rentes présenté par Humann provoque la chute du ministre puis le renversement du gouvernement de Broglie.
- Vendredi 5 février : démission du gouvernement du duc de Broglie, mis en minorité sur le problème de la conversion des rentes.
- 30 octobre : Louis-Napoléon Bonaparte, neveu de l'ex-empereur Napoléon Ier, tente de soulever la garnison de Strasbourg.

## 1839
- 2 mars : élections législatives après la dissolution de la Chambre des députés.
- 12 mai : émeutes à Paris. Formation du ministère Soult, après deux mois de crise gouvernementale.

## 1840
- 1er mars : Thiers forme un gouvernement composé d'hommes de gauche.
- 6 août : nouvelle tentative de Louis-Napoléon Bonaparte à Boulogne. Il est emprisonné au fort de Ham.
- 15 octobre : nouvel attentat manqué contre Louis-Philippe.
- 20 octobre : démission de Thiers, à la suite d'un désaccord avec le roi sur la politique étrangère.
- 29 octobre : formation du ministère conservateur Soult-Guizot.

## 1841
- été : Révoltes populaires (dans le Nord, le Centre et le Sud-Ouest), provoquées par le recensement ordonné par Humann afin de réformer l'assiette de l'impôt sur les portes et fenêtres.

## 1842
- 11 juin 1842 : loi sur l'organisation du système ferroviaire, à l'origine de l'ossature du réseau ferré national connue sous le nom d'"étoile de Legrand".
- 9 juillet : élections législatives. Le ministère Soult-Guizot obtient une courte majorité.

## 1843
- 2 mai : inauguration de la ligne de chemin de fer Paris-Orléans, Paris-Rouen
- Marx à Paris.

## 1846
- 25 mai : Louis-Napoléon Bonaparte s'évade du fort de Ham.
- 1er août : élections législatives donnant la majorité absolue au centre conservateur au pouvoir.
- Octobre : terrible inondation de la Loire.

## 1847
- 9 juillet-25 décembre : campagne des banquets d'avant session parlementaire. La gauche réformiste milite pour une réforme de la loi électorale censitaire. À la suite de l'interdiction des réunions politiques, les opposants se rencontrent et s'organisent lors de banquets.
- 28 décembre : Le discours royal d'ouverture de session parlementaire et l'affirmation du refus de réforme relancent la Campagne des banquets.
- (chemin de fer du Centre jusqu'à Bourges)

## 1848
- 2 janvier : Le cours de Michelet, au Collège de France, est suspendu.
- 22-24 février : révolution de 1848, à Paris à la suite de l'interdiction d'un banquet. Abdication de Louis-Philippe Ier en faveur de son petit-fils, le comte de Paris, mais sa légitimité n'est pas reconnue par la Chambre.
- 25 février : formation d'un gouvernement provisoire et proclamation de la IIe République.
- 26 février : abolition de la peine de mort pour raisons politiques
- 23 avril : Élection de l'Assemblée constituante
- 4 mai : Proclamation officielle de la République
- 4 juin : Élection de Victor Hugo et Louis-Napoléon Bonaparte à l'Assemblée
- 23-26 juin : « journées de Juin »